# Megan Hall
Megan Penelope Hall (Pietermaritzburg, 5 maart 1974) is een triatlete uit Sydney.
Hall deed in 2004 mee aan de triatlon op de Olympische Zomerspelen van Athene. Daar behaalde ze een 36e plaats met een tijd van 2:16.26,53.
Ze is aangesloten bij Chelmsford HC in Chelmsford.

## Titels
- Afrikaans kampioene triatlon: 2003, 2004

## Palmares

### triatlon
- 2002: 7e ITU Triatlon van Miyagi
- 2002: 26e WK olympische afstand
- 2004:  ITU African Regional Championships in Langebaan
- 2004: 27e WK olympische afstand in Madeira
- 2004: 36e Olympische Spelen van Athene